# Macroglossum alluaudi
Macroglossum alluaudi là một loài bướm đêm thuộc họ Sphingidae, chi Macroglossum.